# Ömer Topuz
Ömer Topuz (ur. 17 września 1939, zm. 5 października 2012 w Ankarze) – turecki zapaśnik walczący przeważnie w stylu klasycznym. 
Piąty na mistrzostwach świata w 1970 i 1973. Mistrz Europy i brązowy medalista w 1969; piąty w 1970, 1973 i 1974; szósty w 1975. Triumfator igrzysk śródziemnomorskich w 1967, 1971 i 1975 roku.